# 블라인드 채용
블라인드 채용은 채용과정에서 성별, 연령, 출신지역, 가족관계, 학력, 신체적 조건, 재산 등 채용과정에서 편견 요소로 작용할 수 있는 정보를 수집 또는 요구하지 않고, 직무능력을 위주로 평가하여 인재를 선발하는 채용방식이다.

## 대한민국

### 공공기관
공공기관은 채용이 확정되기 전까지 원칙적으로 응시자의 인적사항을 수집 또는 요구할 수 없으나 채용 대상 직무의 수행에 반드시 필요하다고 판단하는 경우에는 인적사항 중 신체적 조건‧학력‧재산에 대한 정보를 수집 또는 요구할 수 있다. 인적사항을 수집 또는 요구하는 경우 반드시 주무부처와 사전에 협의하여야 하며, 채용공고 또는 직무기술서에 필요한 정보의 종류‧범위 및 이유를 상세히 규정해야 한다. 관련 법령에 근거가 있는 경우에는 주무부처와 협의없이 필요한 인적사항을 수집 또는 요구할 수 있다. 채용 시 사실 확인을 위해 필요한 증빙자료는 최종합격자 발표 이후 요구해야 한다.